# Damernas sprint i längdskidåkning vid olympiska vinterspelen 2014
Damernas sprint i längdskidåkning vid olympiska vinterspelen 2014 hölls på anläggningen Laura längdåknings- och skidskyttekomplex i skidorten Krasnaja Poljana, Ryssland, ca 60 km från Sotji, den 11 februari 2014. Tävlingen var i fristil och kördes över 1,3 km.

## Medaljörer
| Disciplin | Guld                         | Silver                         | Brons              |
| Sprint    | Maiken Caspersen Falla (NOR) | Ingvild Flugstad Østberg (NOR) | Vesna Fabjan (SLO) |

## Resultat

### Kvalomgång
Åkare markerade med grön färg blev kvalificerade till kvartsfinalerna
| Pl. | Nr | Namn                       | Nation         | Sluttid | TM     |
| --- | -- | -------------------------- | -------------- | ------- | ------ |
| 1   | 5  | Maiken Caspersen Falla     | Norge          | 2.32,07 | —      |
| 2   | 6  | Katja Višnar               | Slovenien      | 2.32,47 | +0,40  |
| 3   | 21 | Marit Bjørgen              | Norge          | 2.33,17 | +1,10  |
| 4   | 15 | Vesna Fabjan               | Slovenien      | 2.34,13 | +2,06  |
| 5   | 18 | Ida Ingemarsdotter         | Sverige        | 2.34,16 | +2,09  |
| 6   | 22 | Ingvild Flugstad Østberg   | Norge          | 2.34,18 | +2,11  |
| 7   | 10 | Astrid Uhrenholdt Jacobsen | Norge          | 2.35,00 | +2,93  |
| 8   | 24 | Denise Herrmann            | Tyskland       | 2.35,11 | +3,04  |
| 9   | 19 | Sophie Caldwell            | USA            | 2.35,18 | +3,11  |
| 10  | 13 | Stina Nilsson              | Sverige        | 2.35,37 | +3,30  |
| 11  | 1  | Anne Kyllönen              | Finland        | 2.35,57 | +3,50  |
| 12  | 14 | Jessie Diggins             | USA            | 2.35,64 | +3,57  |
| 13  | 23 | Gaia Vuerich               | Italien        | 2.35,81 | +3,74  |
| 14  | 25 | Alenka Čebašek             | Slovenien      | 2.35,94 | +3,87  |
| 15  | 8  | Britta Johansson Norgren   | Sverige        | 2.35,98 | +3,91  |
| 16  | 17 | Greta Laurent              | Italien        | 2.36,30 | +4,23  |
| 17  | 27 | Nika Razinger              | Slovenien      | 2.36,55 | +4,48  |
| 18  | 11 | Kikkan Randall             | USA            | 2.36,67 | +4,60  |
| 19  | 12 | Yevgeniya Shapovalova      | Ryssland       | 2.37,03 | +4,96  |
| 20  | 16 | Laurien van der Graaff     | Schweiz        | 2.37,84 | +5,77  |
| 21  | 30 | Aurore Jéan                | Frankrike      | 2.37,96 | +5,89  |
| 22  | 31 | Anastasia Dotsenko         | Ryssland       | 2.38,14 | +6,07  |
| 23  | 36 | Perianne Jones             | Kanada         | 2.38,63 | +6,56  |
| 24  | 28 | Mari Laukkanen             | Finland        | 2.39,06 | +6,99  |
| 25  | 46 | Petra Novaková             | Tjeckien       | 2.39,44 | +7,37  |
| 26  | 2  | Ida Sargent                | USA            | 2.39,80 | +7,73  |
| 27  | 26 | Daria Gaiazova             | Kanada         | 2.40,04 | +7,97  |
| 28  | 4  | Mona-Liisa Malvalehto      | Finland        | 2.40,08 | +8,01  |
| 29  | 9  | Natalja Matvejeva          | Ryssland       | 2.40,15 | +8,08  |
| 30  | 20 | Hanna Kolb                 | Tyskland       | 2.40,17 | +8,10  |
| 31  | 32 | Lucia Anger                | Tyskland       | 2.40,22 | +8,15  |
| 32  | 39 | Ilaria Debertolis          | Italien        | 2.40,29 | +8,22  |
| 32  | 43 | Man Dandan                 | Kina           | 2.40,29 | +8,22  |
| 34  | 55 | Maryna Antsybor            | Ukraina        | 2.40,55 | +8,48  |
| 35  | 35 | Claudia Nystad             | Tyskland       | 2.41,13 | +9,06  |
| 36  | 37 | Marion Buillet             | Frankrike      | 2.41,30 | +9,23  |
| 37  | 33 | Riikka Sarasoja-Lilja      | Finland        | 2.41,55 | +9,48  |
| 38  | 38 | Karolina Grohová           | Tjeckien       | 2.41,75 | +9,68  |
| 39  | 29 | Alena Procházková          | Slovakien      | 2.41,95 | +9,88  |
| 40  | 34 | Celia Aymonier             | Frankrike      | 2.42,57 | +10,50 |
| 41  | 40 | Agnieszka Szymanczak       | Polen          | 2.43,06 | +10,99 |
| 42  | 44 | Rosamund Musgrave          | Storbritannien | 2.43,31 | +11,24 |
| 43  | 41 | Heidi Widmer               | Kanada         | 2.43,36 | +11,29 |
| 44  | 42 | Chandra Crawford           | Kanada         | 2.43,59 | +11,52 |
| 45  | 57 | Kateryna Serdyuk           | Ukraina        | 2.44,12 | +12,05 |
| 46  | 54 | Elena Kolomina             | Kazakstan      | 2.46,37 | +14,30 |
| 47  | 47 | Valiantsina Kaminskaya     | Belarus        | 2.46,76 | +14,69 |
| 48  | 45 | Triin Ojaste               | Estland        | 2.47,07 | +15,00 |
| 49  | 62 | Timea Sara                 | Rumänien       | 2.48,16 | +16,09 |
| 50  | 50 | Irina Chazova              | Ryssland       | 2.48,64 | +16,57 |
| 51  | 52 | Li Hongxue                 | Kina           | 2.48,72 | +16,65 |
| 52  | 3  | Hanna Erikson              | Sverige        | 2.48,83 | +16,76 |
| 53  | 48 | Nathalie Schwarz           | Österrike      | 2.49,54 | +17,47 |
| 54  | 60 | Teodora Malcheva           | Bulgarien      | 2.49,66 | +17,59 |
| 55  | 58 | Daniela Kotschová          | Slovakien      | 2.49,81 | +17,74 |
| 56  | 49 | Esther Bottomley           | Australien     | 2.50,54 | +18,47 |
| 57  | 53 | Tatyana Ossipova           | Kazakstan      | 2.51,44 | +19,37 |
| 58  | 51 | Marina Lisogor             | Ukraina        | 2.53,22 | +21,15 |
| 59  | 56 | Inga Daushkane             | Lettland       | 2.53,90 | +21,83 |
| 60  | 67 | Antoniya Grigorova-Burgova | Bulgarien      | 2.54,31 | +22,24 |
| 61  | 59 | Vedrana Malec              | Kroatien       | 2.54,60 | +22,53 |
| 62  | 61 | Ingrida Ardišauskaitė      | Litauen        | 2.55,24 | +23,17 |
| 63  | 7  | Sylwia Jaśkowiec           | Polen          | 3.01,21 | +29,14 |
| 64  | 65 | Panagiota Tsakiri          | Grekland       | 3.02,75 | +30,68 |
| 65  | 63 | Jaqueline Mourão           | Brasilien      | 3.02,83 | +30,76 |
| 66  | 64 | Agnes Simon                | Ungern         | 3.04,72 | +32,65 |
| 67  | 66 | Kelime Çetinkaya           | Turkiet        | 3.05,00 | +32,93 |

### Kvartsfinaler
Åkare markerade med grön färg blev kvalificerade till semifinalerna
     Åkare markerade med blå färg blev kvalificerade till semifinalerna genom tidskval (lucky loser)
     Placeringssiffror markerade med ljusviolett färg fick avgöras med målkamera

#### Kvartsfinal 1
| Pl. | Nr | Namn                   | Nation    | Sluttid | TM    |
| --- | -- | ---------------------- | --------- | ------- | ----- |
| 1   | 1  | Maiken Caspersen Falla | Norge     | 2.33,23 | —     |
| 2   | 10 | Stina Nilsson          | Sverige   | 2.34,01 | +0,78 |
| 3   | 21 | Aurore Jéan            | Frankrike | 2.35,55 | +2,32 |
| 4   | 11 | Anne Kyllönen          | Finland   | 2.37,07 | +3,84 |
| 5   | 20 | Laurien van der Graaff | Schweiz   | 2.37,95 | +4,72 |
| 6   | 30 | Hanna Kolb             | Tyskland  | 2.38,43 | +5,20 |

#### Kvartsfinal 2
| Pl. | Nr | Namn                       | Nation    | Sluttid | TM    |
| --- | -- | -------------------------- | --------- | ------- | ----- |
| 1   | 7  | Astrid Uhrenholdt Jacobsen | Norge     | 2.37,01 | —     |
| 2   | 4  | Vesna Fabjan               | Slovenien | 2.37,22 | +0,21 |
| 3   | 24 | Mari Laukkanen             | Finland   | 2.37,48 | +0,47 |
| 4   | 14 | Alenka Čebašek             | Slovenien | 2.37,69 | +0,68 |
| 5   | 27 | Daria Gaiazova             | Kanada    | 2.40,45 | +3,44 |
| 6   | 17 | Nika Razinger              | Slovenien | 2.43,61 | +6,60 |

#### Kvartsfinal 3
| Pl. | Nr | Namn                     | Nation   | Sluttid | TM     |
| --- | -- | ------------------------ | -------- | ------- | ------ |
| 1   | 6  | Ingvild Flugstad Østberg | Norge    | 2.36,62 | —      |
| 2   | 5  | Ida Ingemarsdotter       | Sverige  | 2.36,64 | +0,02  |
| 3   | 15 | Britta Johansson Norgren | Sverige  | 2.37,86 | +1,24  |
| 4   | 26 | Ida Sargent              | USA      | 2.39,05 | +2,43  |
| 5   | 25 | Petra Novaková           | Tjeckien | 2.47,52 | +10,90 |
| 6   | 16 | Greta Laurent            | Italien  | 2.52,07 | +15,45 |

#### Kvartsfinal 4
| Pl. | Nr | Namn                  | Nation    | Sluttid | TM    |
| --- | -- | --------------------- | --------- | ------- | ----- |
| 1   | 2  | Katja Višnar          | Slovenien | 2.36,45 | —     |
| 2   | 9  | Sophie Caldwell       | USA       | 2.37,21 | +0,76 |
| 3   | 12 | Jessie Diggins        | USA       | 2.38,06 | +1,61 |
| 4   | 29 | Natalja Matvejeva     | Ryssland  | 2.38,66 | +2,21 |
| 5   | 22 | Anastasia Dotsenko    | Ryssland  | 2.38,83 | +2,38 |
| 6   | 19 | Yevgeniya Shapovalova | Ryssland  | 2.38,83 | +2,38 |

#### Kvartsfinal 5
| Pl. | Nr | Namn                  | Nation   | Sluttid | TM    |
| --- | -- | --------------------- | -------- | ------- | ----- |
| 1   | 8  | Denise Herrmann       | Tyskland | 2.34,87 | —     |
| 2   | 3  | Marit Bjørgen         | Norge    | 2.35,42 | +0,55 |
| 3   | 13 | Gaia Vuerich          | Italien  | 2.35,65 | +0,78 |
| 4   | 18 | Kikkan Randall        | USA      | 2.35,70 | +0,83 |
| 5   | 23 | Perianne Jones        | Kanada   | 2.38,66 | +3,79 |
| 6   | 28 | Mona-Liisa Malvalehto | Finland  | 2.41,20 | +6,33 |

### Semifinaler
Åkare markerade med grön färg blev kvalificerade till finalen
     Åkare markerade med blå färg blev kvalificerade till finalen genom tidskval (lucky loser)
     Placeringssiffror markerade med ljusviolett färg fick avgöras med målkamera

#### Semifinal 1
| Pl. | Nr | Namn                       | Nation    | Sluttid | TM    |
| --- | -- | -------------------------- | --------- | ------- | ----- |
| 1   | 1  | Maiken Caspersen Falla     | Norge     | 2.35,80 | —     |
| 2   | 4  | Vesna Fabjan               | Slovenien | 2.36,02 | +0,22 |
| 3   | 5  | Ida Ingemarsdotter         | Sverige   | 2.36,05 | +0,25 |
| 4   | 7  | Astrid Uhrenholdt Jacobsen | Norge     | 2.36,32 | +0,52 |
| 5   | 10 | Stina Nilsson              | Sverige   | 2.36.42 | +0,62 |
| 6   | 21 | Aurore Jéan                | Frankrike | 2.38,28 | +2,48 |

#### Semifinal 2
| Pl. | Nr | Namn                     | Nation    | Sluttid | TM     |
| --- | -- | ------------------------ | --------- | ------- | ------ |
| 1   | 6  | Ingvild Flugstad Østberg | Norge     | 2.36,66 | —      |
| 2   | 9  | Sophie Caldwell          | USA       | 2.36.67 | +0,01  |
| 3   | 13 | Gaia Vuerich             | Italien   | 2.36,87 | +0,21  |
| 4   | 8  | Denise Herrmann          | Tyskland  | 2.36,94 | +0,28  |
| 5   | 2  | Katja Višnar             | Slovenien | 2.37,76 | +1,10  |
| 6   | 3  | Marit Bjørgen            | Norge     | 2.52,27 | +15,61 |

### Final
Finalen startade klockan 17:29, lokal tid (UTC+4).
     Placeringssiffror markerade med ljusviolett färg fick avgöras med målkamera
| Pl. | Nr | Namn                       | Nation    | Sluttid | TM     |
| --- | -- | -------------------------- | --------- | ------- | ------ |
| 1   | 1  | Maiken Caspersen Falla     | Norge     | 2.35,49 | —      |
| 2   | 6  | Ingvild Flugstad Østberg   | Norge     | 2.35,87 | +0,38  |
| 3   | 4  | Vesna Fabjan               | Slovenien | 2.35,89 | +0,40  |
| 4   | 7  | Astrid Uhrenholdt Jacobsen | Norge     | 2.37,31 | +1,82  |
| 5   | 5  | Ida Ingemarsdotter         | Sverige   | 2.42,04 | +6,55  |
| 6   | 9  | Sophie Caldwell            | USA       | 2.47,75 | +12,26 |